# ヴェンゾーネ
ヴェンゾーネ（伊: Venzone）は、イタリア共和国フリウリ＝ヴェネツィア・ジュリア州ウーディネ県にある、人口約1,900人の基礎自治体（コムーネ）。

## 地理

### 位置・広がり

#### 隣接コムーネ
隣接するコムーネは以下の通り。
- アマーロ
- ボルダーノ
- カヴァッツォ・カルニコ
- ジェモーナ・デル・フリウーリ
- ルゼーヴェラ
- モッジョ・ウディネーゼ
- レージア
- レジウッタ

### 気候分類・地震分類
ヴェンゾーネにおけるイタリアの気候分類 (it) および度日は、zona E, 2596 GGである。
また、イタリアの地震リスク階級 (it) では、zona 1 (sismicità alta) に分類される。

## 行政

### 分離集落
ヴェンゾーネには、以下の分離集落（フラツィオーネ）がある。
- Carnia, Pioverno, Portis